# شهرستان دووال (فلوریدا)
شهرستان دووال، فلوریدا (به انگلیسی: Duval County, Florida) یک سکونتگاه مسکونی و consolidated city-county در ایالات متحده آمریکا است که در فلوریدا واقع شده‌است.

## خصوصیات
شهرستان دووال ۲٬۳۷۷٫۶۲ کیلومترمربع مساحت دارد.